# 非洲联盟
非洲聯盟（法語：Union africaine）是一個由55個非洲国家組成的區域性國際組織。此聯盟的主要目的是幫助發展及穩固非洲的民主、人權、以及建立永續發展的經濟，除此之外亦希望減少非洲內部的武裝戰亂及創造一個有效的共同市場，最終目標是建立「非洲合眾國」。前身是1963年在埃塞俄比亚首都亚的斯亚贝巴成立的「非洲統一組織」，之後於2002年7月9日在南非德班召開的會議上改組為現在的非洲聯盟。
非洲联盟委员会设在亚的斯亚贝巴。非盟最大的城市是尼日利亚的拉各斯，而最大的城市群是埃及开罗。非洲联盟拥有大约13亿人口，面积大约3000万平方公里，包括撒哈拉和尼罗河等世界地标。非盟主要语言为阿拉伯语、英语、法语、葡萄牙语、西班牙语和斯瓦希里语。在非洲联盟内部，有一些官方机构，如和平与安全理事会和泛非议会。
2023年，在印度新德里举行的20国集团会议上，非洲联盟与欧盟一样被接纳为20国集团成员。

## 历史

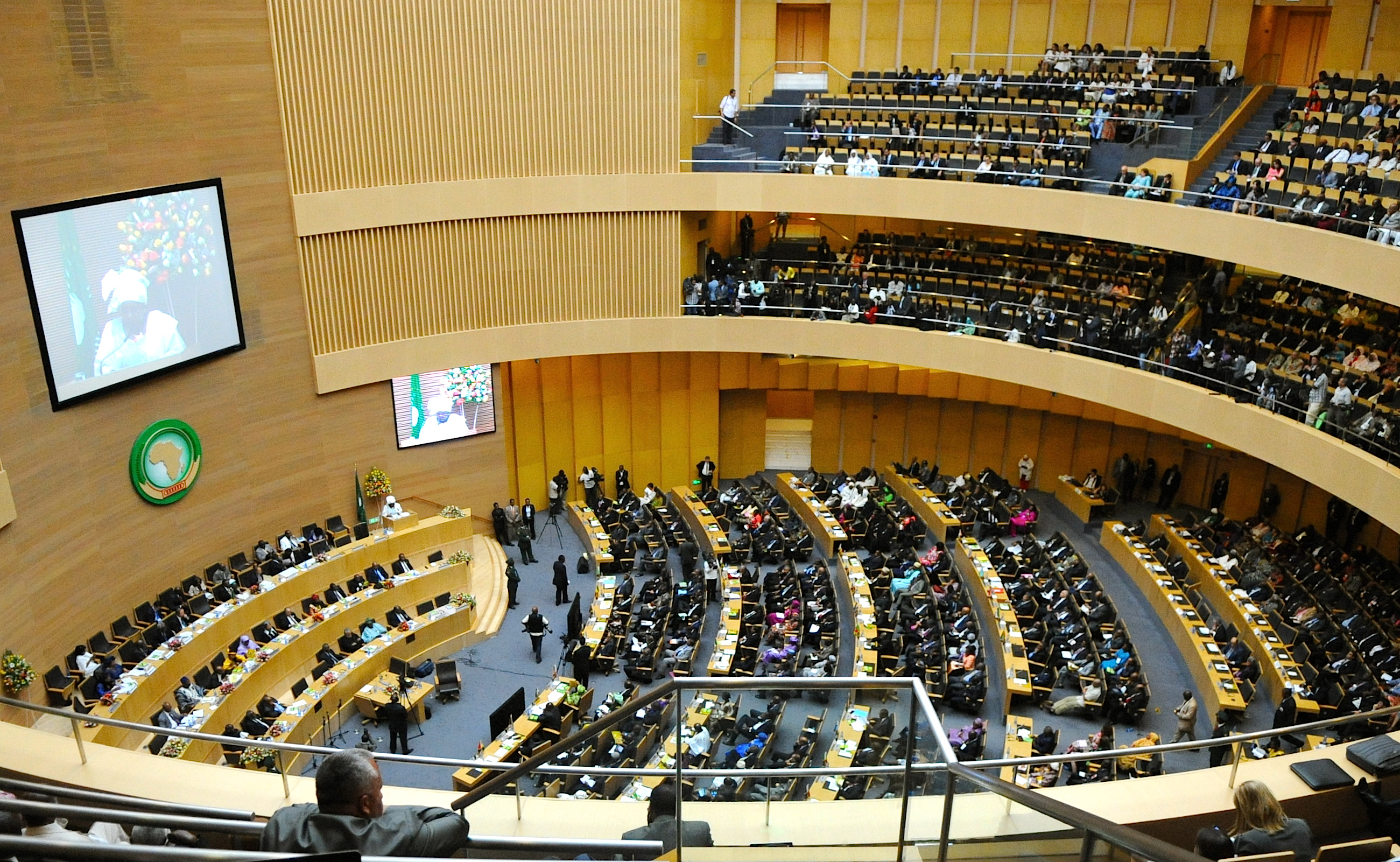
纪念亚的斯亚贝巴非洲团结大会召开50周年，2013年5月22日

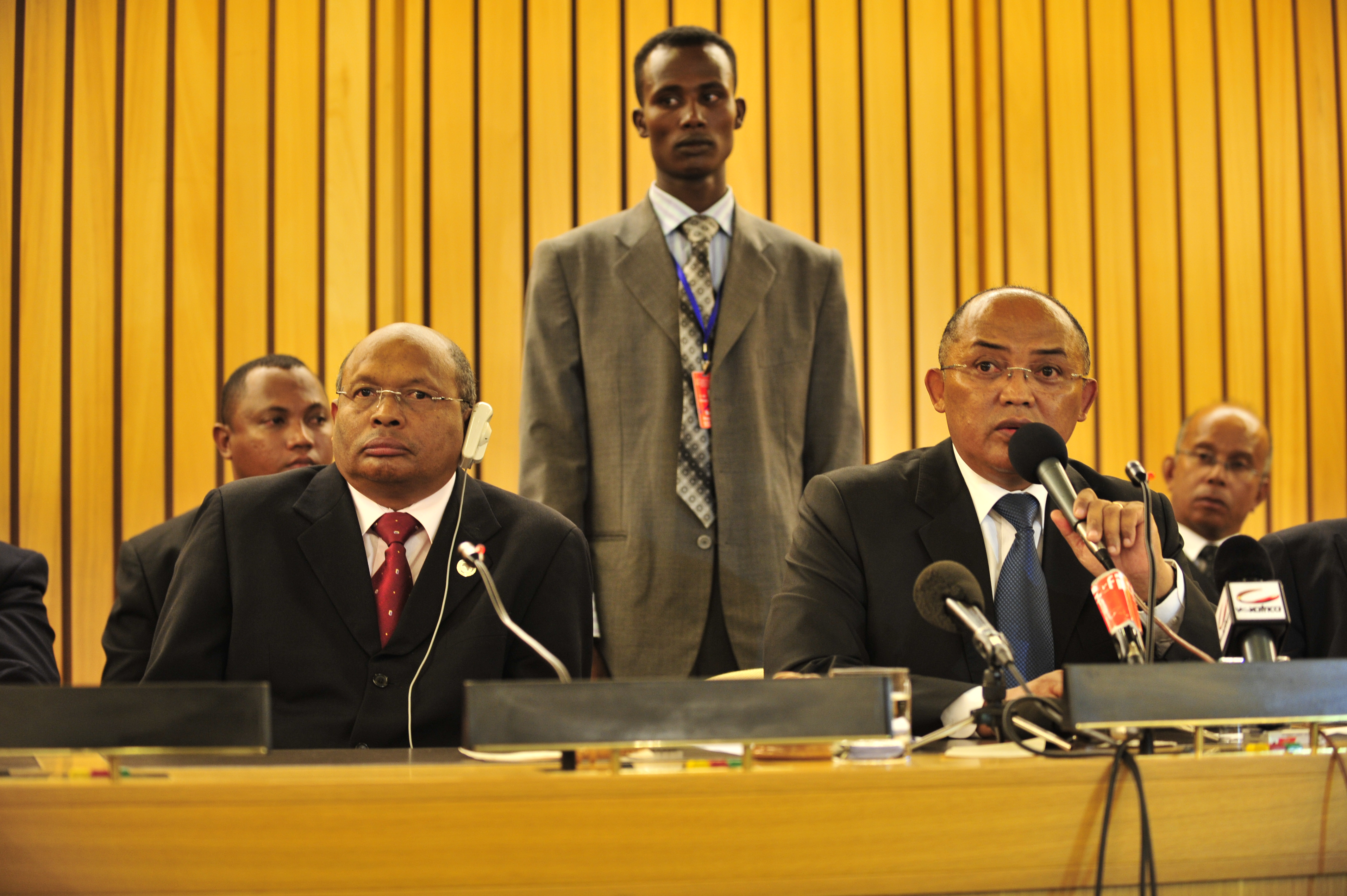
于2009年2月举行的第12届非盟高峰会

非洲联盟起源于1958年4月15日至22日在加纳阿克拉举行的第一届非洲独立国家大会。这次会议的目的是设立非洲日纪念解放运动，该运动涉及非洲人民摆脱殖民统治的意愿，以及随后团结非洲的尝试，包括1963年5月25日成立的非洲统一组织（非统组织）和1991年成立的非洲经济共同体。批评者认为，非统组织在保护非洲公民权利和自由免受政府的侵害做得很少，将其称为“独裁者俱乐部”。
在利比亚国家元首穆阿迈尔·卡扎菲的领导下，创建非盟的想法在20世纪90年代中期出现。1999年9月9日，非统组织国家元首和政府首脑发表了《苏尔特宣言》（以利比亚苏尔特命名），呼吁建立非洲联盟。在《宣言》之后，2000年在洛美举行了首脑会议，通过了《非洲联盟组织法》，2001年在卢萨卡举行了高峰会，通过了非洲联盟执行计划。同期，还制定了建立非洲发展新伙伴关系的倡议。
非洲联盟于2002年7月9日在德班由第一任主席、前南非国家元首塔博·姆贝基在非洲联盟大会第一届会议上成立。大会第二届会议于2003年在马普托举行，第三届会议于2004年7月6日在亚的斯亚贝巴举行。
自2010年以来，非洲联盟一直关注建立非洲联合航天局。
2015年7月29日，巴拉克·奥巴马是第一位在非洲联盟发言的在任美国总统。在演讲中，他鼓励世界与非洲大陆投资、贸易以增强经济联系，并赞扬教育、基础设施和经济方面取得的进展。然而，他也批评缺乏民主和独裁的领导人、对少数群体（包括LGBT、宗教和种族）的歧视以及貪腐。他建议加强民主化和自由贸易，以显著提高非洲人的生活质量。

## 目標
非洲联盟的目标是：
1. 实现非洲国家和非洲民族更加团结、凝聚、团结。
2. 捍卫成员国的主权、领土完整和独立。
3. 加速非洲大陆政治和社会经济一体化。
4. 促进和捍卫非洲在非洲大陆及其人民关心的问题上的共同立场。
5. 鼓励国际合作，适当考虑《联合国宪章》和《世界人权宣言》。
6. 促进非洲大陆的和平、安全与稳定。
7. 促进民主原则和制度、民众参与和善政。
8. 根据《非洲人权和人民权利宪章》及其他相关人权文书，促进和保护人权和人民权利。
9. 创造必要条件，使非洲大陆能够在全球经济和国际谈判中发挥应有的作用。
10. 促进经济、社会和文化层面的可持续发展以及非洲经济一体化。
11. 促进人类活动各个领域的合作，提高非洲人民的生活水平。
12. 协调和统一现有和未来区域经济共同体之间的政策，以逐步实现联盟的目标。
13. 通过促进所有领域的研究，特别是科学和技术领域的研究，促进非洲大陆的发展。
14. 与相关国际伙伴合作，消除可预防的疾病并促进非洲大陆的良好健康。

## 地理

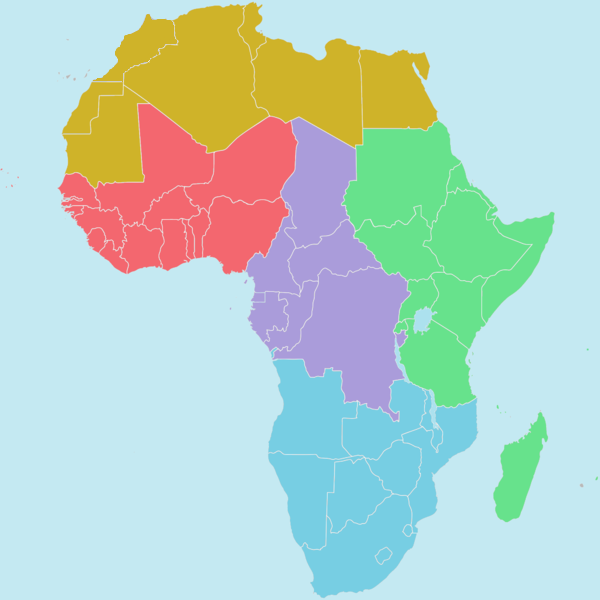
非洲聯盟分區：

非洲联盟成员国几乎覆盖了整个非洲大陆，除了西班牙控制的几个领土（休达、梅利利亚和戈梅拉半岛）。此外，欧洲国家在非洲的近海岛屿之间也有关系：西班牙（加那利群岛）；法国（马约特岛、留尼旺岛和印度洋分散群岛）；葡萄牙（亚速尔群岛、马德拉群岛和萨维奇群岛）；以及英国（圣赫勒拿、阿森松和特里斯坦-达库尼亚）。非洲联盟的地理环境多种多样，包括世界上最大的沙漠（撒哈拉沙漠）、巨大的丛林和热带草原，以及拥有世界上最长的河流（尼罗河）。
非洲联盟总面积29922059平方公里，海岸线24165公里。非洲联盟成员国绝大多数位于非洲大陆，而大陆以外唯一重要的领土是马达加斯加岛（世界上最大的微大陆和第四大岛）和西奈半岛（地理上属于亚洲），占总面积的不到2%。

## 人口统计

### 人口
截至2017年，非洲联盟的总人口估计超过12.5亿，年增长率超过2.5%。

### 語言

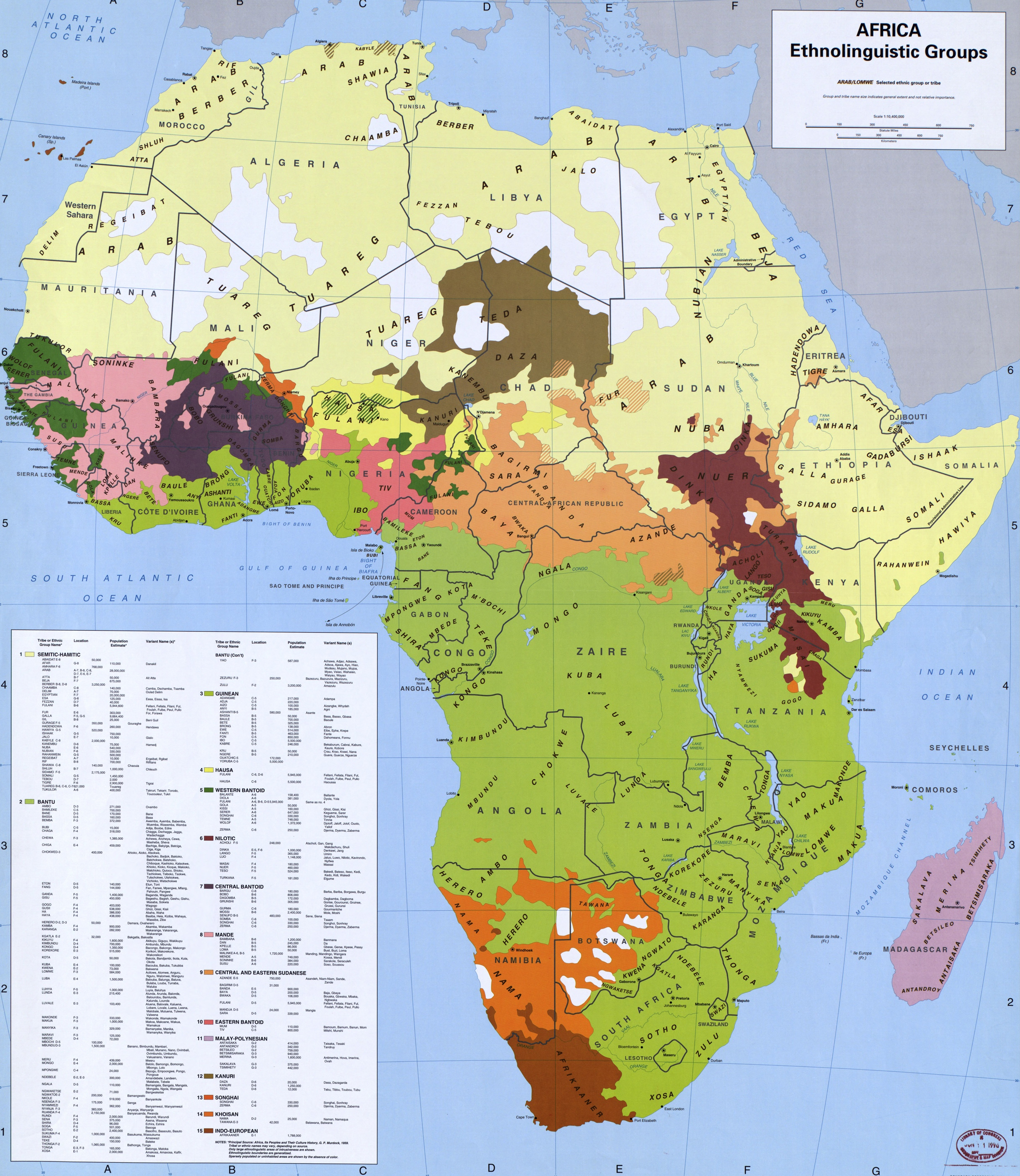
显示非洲传统语系的地图（1996年）

非洲联盟的官方语言是阿拉伯语、英语、法语、葡萄牙语、西班牙语、斯瓦希里语和“任何其它非洲语言”。非洲联盟的主要工作语言是英语和法语。在较小程度上使用葡萄牙语和阿拉伯语。例如，《非洲联盟组织法》以英语、法语和阿拉伯语编写，而修订《组织法”的议定书则以英语、法国和葡萄牙语编写。截至2020年，非盟网站全部以英文提供，部分以法文提供，最低限度以阿拉伯文提供。葡萄牙语和斯瓦希里语版本于2019年4月添加为“即将推出”。
根据《非洲联盟组织法》：
本联盟及其所有机构的工作语言应尽可能为非洲语言、阿拉伯语、英语、法语和葡萄牙语。
2003年通过了一项修正《组织法》的议定书，截至2020年4月，37个成员国中有30个国家批准了该议定书，这是获得三分之二多数票所必需的。它将把上述措辞改为：
1.本联盟及其所有机构的正式语文为阿拉伯语、英语、法语、葡萄牙语、西班牙语、斯瓦希里语和任何其他非洲语文。

2.执行理事会应确定使用正式语文作为工作语文的程序和实际方式。
非洲语言学院成立于2001年，由非盟主持，致力于促进非洲语言在非洲人民中的使用和传承。2004年，莫桑比克的若阿金·希薩諾用斯瓦希里语在大会上发言，但不得不自己翻译。非盟宣布2006年为非洲语言年。2006年也是加纳成立加纳语言局（原名黄金海岸白话文学局）55周年。

## 成員國

非洲聯盟成員國（曾被暂停会籍的国家在图中标为浅绿色）

所有非洲和非洲岛屿上的联合国会员国都是非盟成员，得到部分承认的阿拉伯撒哈拉民主共和国也是非盟成员。摩洛哥于1984年退出非洲统一组织，因为它不承认为阿拉伯撒哈拉民主共和国，并声称对西撒哈拉拥有主权，至2017年才重返非盟。2017年1月30日，非盟重新接纳索马里兰为成员国，索马里兰曾于2005年申请加入非盟。

### 正式成员国列表
非洲聯盟目前共有55個正式成員國，所有非洲國家都已經加入非盟。
- 阿尔及利亚
- 安哥拉
- 布吉納法索
- 喀麦隆
- 中非
- 刚果民主共和国
- 埃及
- 赤道几内亚
- 衣索比亞
- 加彭
- 几内亚
- 賴索托
- 利比里亚
- 利比亞
- 马达加斯加
- 马拉维
- 毛里塔尼亚
- 模里西斯
- 摩洛哥
- 莫桑比克
- 纳米比亚
- 尼日尔
- 奈及利亞
- 刚果共和国
- 卢旺达
- 撒拉威阿拉伯民主共和國
- 聖多美和普林西比
- 塞内加尔
- 塞舌尔
- 南非
- 南蘇丹
- 苏丹
- 坦桑尼亚
- 多哥
- 突尼西亞
- 乌干达
- 尚比亞
- 辛巴威

### 会籍暂停
- 布吉納法索曾在2015年9月~2016年1月间因军事政变被暂停会籍，2022年1月31日因另一场军事政变被再度暂停会籍[32]。
- 加彭在2023年8月31日因发生军事政变被暂停会籍[33]。
- 几内亚曾在2008年12月23日~2011年1月间因军事政变（英语：2008 Guinean coup d'état）被暂停会籍，2021年9月因另一场军事政变被再度暂停会籍[34]。
- 曾在2012年3月23日~2013年10月间因军事政变（英语：2012 Malian coup d'état）暂停会籍，2020年8月19日~10月8日因第二次政变被二度暂停，2021年6月1日因第三次政变而被三度暂停[35]。
- 尼日尔曾在2010年2月8日因军事政变被暂停会籍，政变结束后迅速恢复。2023年8月23日，因该国发生军事政变再次被暂停会籍[36]。

- 苏丹曾在2019年6月6日~9月6日因在该国群众示威期间，军队对参与政变者的暴行而被暂停，2021年10月25日因另一场政變被再度暂停[37]。

#### 曾被暂停
- 马达加斯加曾在2001年12月~2003年7月10日期间被暂停会籍，此后于2009年3月20日因政治危机被再度暂停会籍，2014年1月27日恢复会籍。
- 多哥曾在2005年2月25日由于总统任命违宪问题被暂停会籍，2005年5月4日随着重新选举总统而恢复。
- 毛里塔尼亚曾在2005年8月4日~2007年3月间因军事政变被暂停会籍，此后于2008年8月6日因另一场军事政变被再度暂停会籍，随后很快恢复。
- 曾在2010~2011年科特迪瓦内战（英语：2010–2011 Ivorian crisis）期间被短暂暂停，内战结束后迅速恢复。
- 曾在2012年4月因军事政变（英语：2012 Guinea-Bissau coup d'état）被暂停会籍，2014年6月恢复会籍。
- 中非曾在2013年2月因该国爆发内战被暂停会籍[38]，2016年4月恢复会籍。
- 埃及曾在2013年7月因军事政变被暂停会籍，2014年6月恢复会籍。

### 观察员国
- 海地 2012年2月2日于亚的斯亚贝巴召开的第18次非盟峰会上，海地得到观察员国资格，在那之后投交成为附属成员国的申请（因海地人口黑人佔絕大多数）。[39]海地也曾寻求申请成为非盟正式成员，但2016年得知只有地理上位于非洲的国家才能正式加入非盟而作罢。[40]
- 以色列 2021年7月21日，以色列作为观察员国加入了非洲联盟，这将有助于以色列和非盟国家在對抗新冠疫情和打击恐怖主义方面进行更好的合作。[41]2023年2月，非盟宣布基于部分成员国就其地位不满等因素，暂停以色列的观察员资格。[42]
- 此外还有 、 拉脫維亞、 墨西哥、 巴勒斯坦、 塞爾維亞、 土耳其、 乌克兰和 阿联酋。[43]

## 高峰會

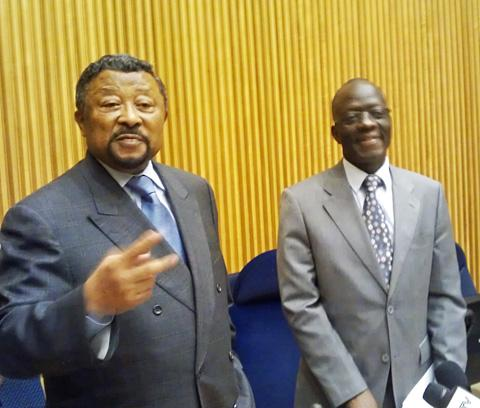
前非盟主席讓·平(左)

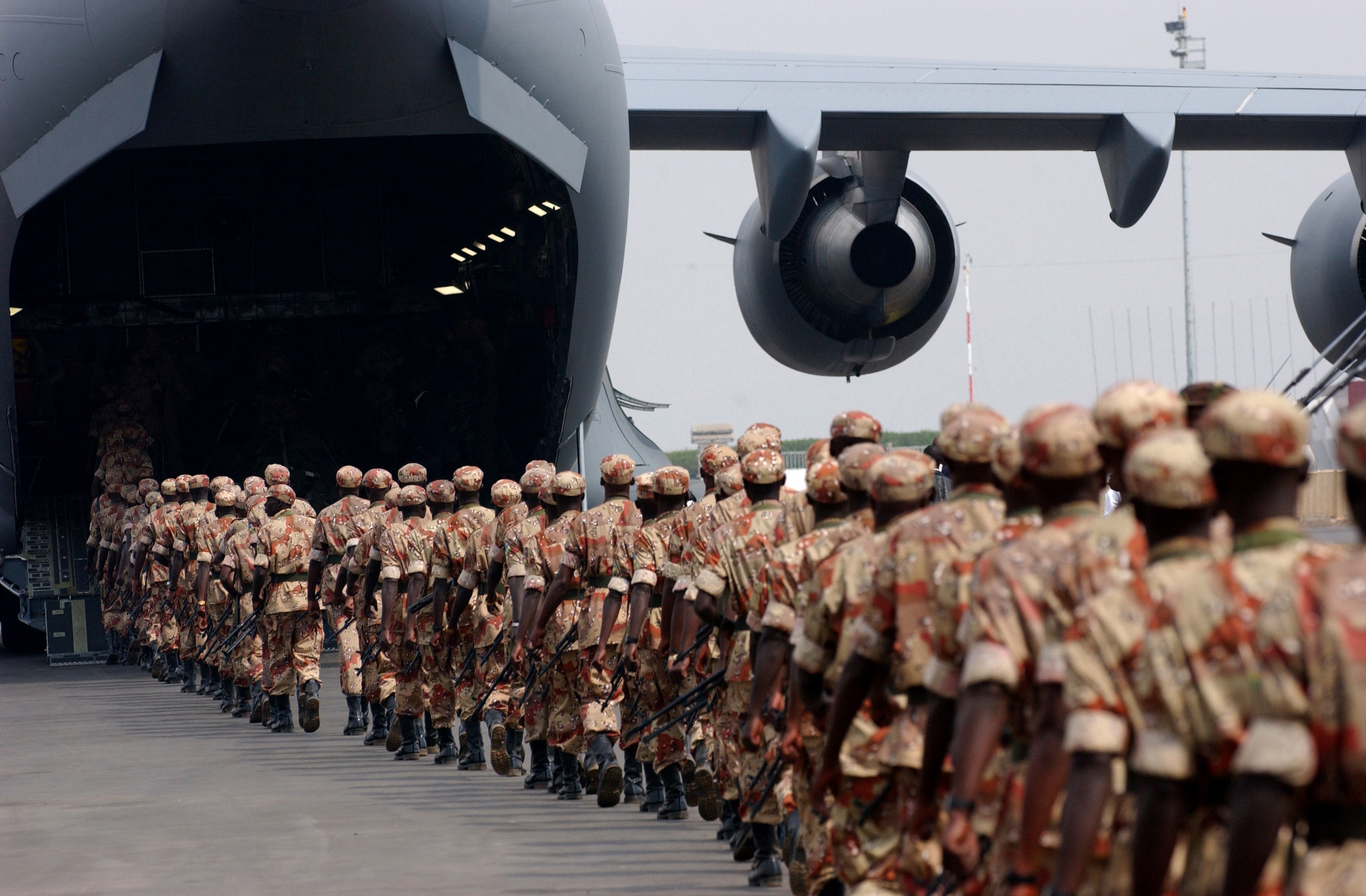
非盟軍事部隊

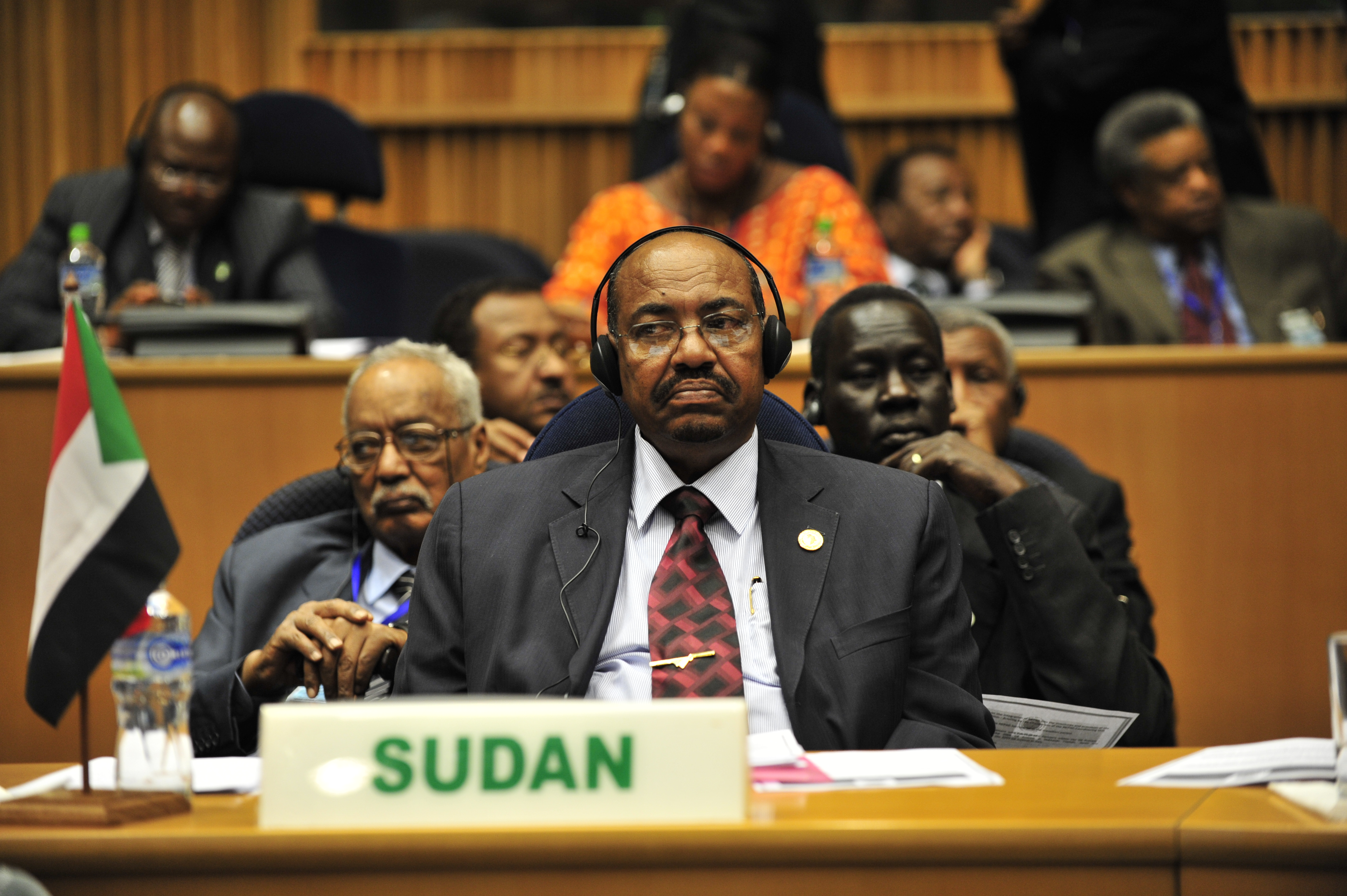
2009年，苏丹总统巴希尔出席非盟高峰会

| 屆         | 主辦國家/城市 | 主辦國家/城市 | 日期                  |
| ---------- | ------------- | ------------- | --------------------- |
| 第一屆     | 南非          | 德班          | 2002年7月11日—12日    |
| 第二屆     | 莫桑比克      | 馬普托        | 2003年7月11日—12日    |
| 第二屆     | 利比亞        | 苏尔特        | 2004年1月 *           |
| 第三屆     | 衣索比亞      | 阿迪斯阿貝巴  | 2004年7月6日—8日      |
| 第四屆     | 奈及利亞      | 阿布札        | 2005年1月24日—31日    |
| 第五屆     | 利比亞        | 苏尔特        | 2005年6月28日—7月5日  |
| 第六屆     | 苏丹          | 喀土穆        | 2006年1月16日—24日    |
| 第七屆     |               | 班珠爾        | 2006年6月25日—7月2日  |
| 第八屆     | 衣索比亞      | 阿迪斯阿貝巴  | 2007年1月22日—1月30日 |
| 第九屆     |               | 阿克拉        | 2007年6月25日—7月4日  |
| 第十届     | 衣索比亞      | 阿迪斯阿貝巴  | 2008年1月31日—2月2日  |
| 第十一届   | 埃及          | 沙姆沙伊赫    | 2008年6月30日—7月1日  |
| 第十一届   | 乌干达        | 坎帕拉        | 2008年11月 *          |
| 第十二届   | 衣索比亞      | 亚的斯亚贝巴  | 2009年2月1日—2月4日   |
| 第十三届   | 利比亞        | 苏尔特        | 2009年7月1日—7月3日   |
| 第十四届   | 衣索比亞      | 亚的斯亚贝巴  | 2010年1月31日—2月2日  |
| 第十五届   | 乌干达        | 坎帕拉        | 2010年7月25日—27日    |
| 第十六届   | 衣索比亞      | 亚的斯亚贝巴  | 2011年1月30日—31日    |
| 第十七届   | 赤道几内亚    | 马拉博        | 2011年6月30日         |
| 第十八届   | 衣索比亞      | 亚的斯亚贝巴  | 2012年1月30日         |
| 第十九届   | 衣索比亞      | 亚的斯亚贝巴  | 2012年7月15日         |
| 第二十届   | 衣索比亞      | 亚的斯亚贝巴  | 2013年1月27日—28日    |
| 第二十一届 | 衣索比亞      | 亚的斯亚贝巴  | 2013年5月19日—27日    |
| 第二十二届 | 衣索比亞      | 亚的斯亚贝巴  | 2014年1月21日—31日    |
| 第二十三届 | 赤道几内亚    | 马拉博        | 2014年6月20日—27日    |
| 第二十四届 | 衣索比亞      | 亚的斯亚贝巴  | 2015年1月23日—31日    |
| 第二十五届 | 南非          | 约翰内斯堡    | 2015年6月7日—15日     |
| 第二十六届 | 衣索比亞      | 亚的斯亚贝巴  | 2016年1月21日—31日    |
| 第二十七届 | 卢旺达        | 基加利        | 2016年7月10日—18日    |
| 第二十八届 | 衣索比亞      | 亚的斯亚贝巴  | 2017年1月27日—31日    |
| 第二十九届 | 衣索比亞      | 亚的斯亚贝巴  | 2017年6月27日一7月4日 |
| 第三十届   | 衣索比亞      | 亚的斯亚贝巴  | 2018年1月22日一29日   |
| 第三十一届 | 毛里塔尼亚    | 努瓦克肖特    | 2018年6月25日一7月2日 |
| 第三十二届 | 衣索比亞      | 亚的斯亚贝巴  | 2019年2月10一11日     |
| 第三十三届 | 衣索比亞      | 亚的斯亚贝巴  | 2020年2月9一10日      |
| 第三十四届 | 衣索比亞      | 亚的斯亚贝巴  | 2021年2月6一7日       |
| 第三十五届 | 衣索比亞      | 亚的斯亚贝巴  | 2022年2月5一6日       |
| 第三十六届 | 衣索比亞      | 亚的斯亚贝巴  | 2023年2月18一19日     |
| 第三十七届 | 衣索比亞      | 亚的斯亚贝巴  | 2024年2月17一18日     |

*代表非常規性會議

## 非洲联盟委员会
非洲联盟委员会是非洲联盟的权力执行机构。该组织由许多处理不同事务的委员组成。总部设于埃塞俄比亚首都亚的斯亚贝巴。

### 委员会主席
| 人物                   | 开始任期      | 结束任期      | 国家     |
| ---------------------- | ------------- | ------------- | -------- |
| Kifle Wodajo（代理）   | 1963年5月25日 | 1964年7月21日 | 衣索比亞 |
| Diallo Telli           | 1964年7月21日 | 1972年6月15日 | 几内亚   |
| Nzo Ekangaki           | 1972年6月15日 | 1974年6月16日 | 喀麦隆   |
| William Eteki          | 1974年6月16日 | 1978年7月21日 | 喀麦隆   |
| Edem Kodjo             | 1978年7月21日 | 1983年6月12日 | 多哥     |
| Peter Onu（代理）      | 1983年6月12日 | 1985年7月20日 | 奈及利亞 |
| Ide Oumarou            | 1985年7月20日 | 1989年9月19日 | 尼日尔   |
| 萨利姆·艾哈迈德·萨利姆 | 1989年9月19日 | 2001年9月17日 | 坦桑尼亚 |
| Amara Essy             | 2001年9月17日 | 2002年7月9日  |          |

| 人物                 | 开始任期      | 结束任期      | 国家 |
| -------------------- | ------------- | ------------- | ---- |
| 阿马拉·埃西          | 2002年7月9日  | 2003年9月16日 |      |
| 阿尔法·奥马尔·科纳雷 | 2003年9月16日 | 2008年4月28日 |      |
| 让·平                | 2008年4月28日 | 2012年7月15日 | 加彭 |
| 德拉米尼·祖马        | 2012年7月15日 | 2017年1月30日 | 南非 |
| 穆萨·法基            | 2017年1月30日 | 2025年3月13日 |      |
| 马哈茂德·阿里·优素福 | 2025年3月13日 | 现任          |      |

## 政治
非洲联盟有一些官方机构：

#### 泛非议会
非洲联盟的最高立法机构，所在地位于南非约翰内斯堡米德兰。议会由来自非盟所有55个国家的265名代表组成，旨在让民众和民间社会参与民主治理进程。

#### 非洲联盟大会（英语：Assembly of the African Union）
非洲联盟大会由非盟国家元首和政府首脑组成，目前是非洲联盟的最高管理机构。它正在逐步将部分决策权移交给泛非议会。它每年举行一次会议，票数一致或达到三分之二即可通过决定。

#### 非洲联盟委员会
非洲联盟委员会由10名专员和辅助人员组成，总部设在埃塞俄比亚亚的斯亚贝巴。与欧洲委员会类似，它负责管理和协调非盟的活动和会议。

#### 非洲联盟法院（英语：Court of Justice of the African Union）
《非洲联盟组织法》规定设立一个法院，对非盟条约的争端作出裁决。2003年通过了一项设立该法院的议定书，并于2009年生效。然而，它被一项设立非洲法院和人权议定书所取代，该法院将纳入已经成立的非洲人權與民族權利法院，并有两个分庭：一个负责一般法律事务，一个负责人权条约的裁决。

#### 非洲联盟执行理事会（英语：Executive Council of the African Union）
由成员国政府指定的部长组成。它决定外贸、社会保障、粮食、农业和通信等事项，对大会负责，并为大会讨论和批准准备材料。

#### 非洲联盟常驻代表委员会（英语：Permanent Representatives' Committee of the African Union）
该委员会由成员国提名的常驻代表组成，为执行理事会的工作做准备，类似于欧盟常驻代表委员会的作用。

#### 非洲联盟和平与安全理事会（英语：Peace and Security Council）
2001年卢萨卡首脑会议提出，2004年根据非盟大会2002年7月通过的《组织法》议定书设立。该议定书将和平与安全理事会定义为一种集体安全和预警安排，以促进及时有效地应对非洲的冲突和危机局势。议定书赋予和平与安全理事会的其他职责包括预防、管理和解决冲突、冲突后建设和平以及制定共同防务政策。和平与安全理事会有十五名成员，由大会在区域基础上选举产生，与联合国安全理事会相似。

#### 非洲联盟经济、社会和文化理事会（英语：Economic, Social and Cultural Council）
由专业和民间代表组成的咨询机构，类似于欧洲经济和社会委员会。

## 条约
2018年，非洲联盟通过了《自由行动议定书》。该议定书允许非洲联盟成员国之间的人员自由流动。
《建立非洲经济共同体条约关于人员自由流动、居住权和设立权的议定书》第14条讨论了工人的自由流动问题。
非洲联盟还制定了非洲移民政策框架。
人民流离失所也是非盟关注的一个领域，已有30多个国家批准了《坎帕拉公约》，这是世界上唯一一项关注境内流离失所者的大陆条约。
从2016年开始，非洲联盟推出了覆盖整个大陆的护照。

## 对外关系
非洲联盟的各个成员国通过该机构协调外交政策，并在此基础上处理自己国家的国际关系。非盟在国际组织中代表广大非洲人民的利益；例如，它是联合国大会的常驻观察员。非洲联盟和联合国共同努力，解决共同关切的问题。非洲联盟驻联合国特派团渴望成为这两个组织之间的桥梁。
非盟的成员与其它国际组织重叠，这些第三方组织和非盟将在公共问题上进行协调。非洲联盟在美国和欧盟设有特别外交代表处。

### 非洲-加勒比关系
许多加勒比海国家寻求深化与非洲大陆的关系。非洲联盟将加勒比称为该集团潜在的“第六区域”。一些加勒比国家加入了非洲机构，包括巴巴多斯、巴哈马和圭亚那，这些国家都成为了非洲进出口银行的成员。此外，加勒比开发银行与非洲开发银行签署了合作战略伙伴关系协议。安提瓜和巴布达也表示有兴趣建立非洲和加勒比之间的直接交通联系。然而，这也带来了一些移民方面的挑战。

### 中非关系
中华人民共和国一直是非洲大陆的主要经济伙伴之一。中非合作论坛是非洲国家与中国之间的主要多边协调机制。自2012年加入中非合作论坛以来，非洲联盟越来越多地发挥了协调作用，而中非合作理事会的每个非洲国家则代表本国。

### 非洲与欧盟关系
对于欧盟委员会来说，欧盟与非洲的关系是一个关键的优先事项。欧盟委员会和欧洲对外行动局的未来非洲-欧盟伙伴关系愿景在“与非洲制定全面战略”的联合通讯中概述。它建议在以下方面进行合作：
- 绿色转型与能源获取

- 数字化转型

- 可持续增长与就业[63]

- 和平、安全与治理[64]

- 移民和流动[65]

2020年12月2日，在卫生、数字、农业和可持续粮食系统、可持续能源以及交通和连通性领域成立了五个非洲-欧洲基金会战略小组。这是与欧洲之友、莫·易卜拉欣基金会和IPEMED组成的财团共同完成的。
关于加强治理、和平与安全，非洲联盟和欧洲联盟认识到，它们都是密切相关的。和平与安全是社会可持续发展、繁荣的重要因素。为了确保和平与安全，它制定了非洲和平融资机制。2021年，欧洲和平融资机制取代了这一机制。非盟和欧盟也在合作促进可持续资源管理、环境保护和减缓气候变化，非洲适应倡议也得到了欧盟的支持。

### 非洲—印度关系

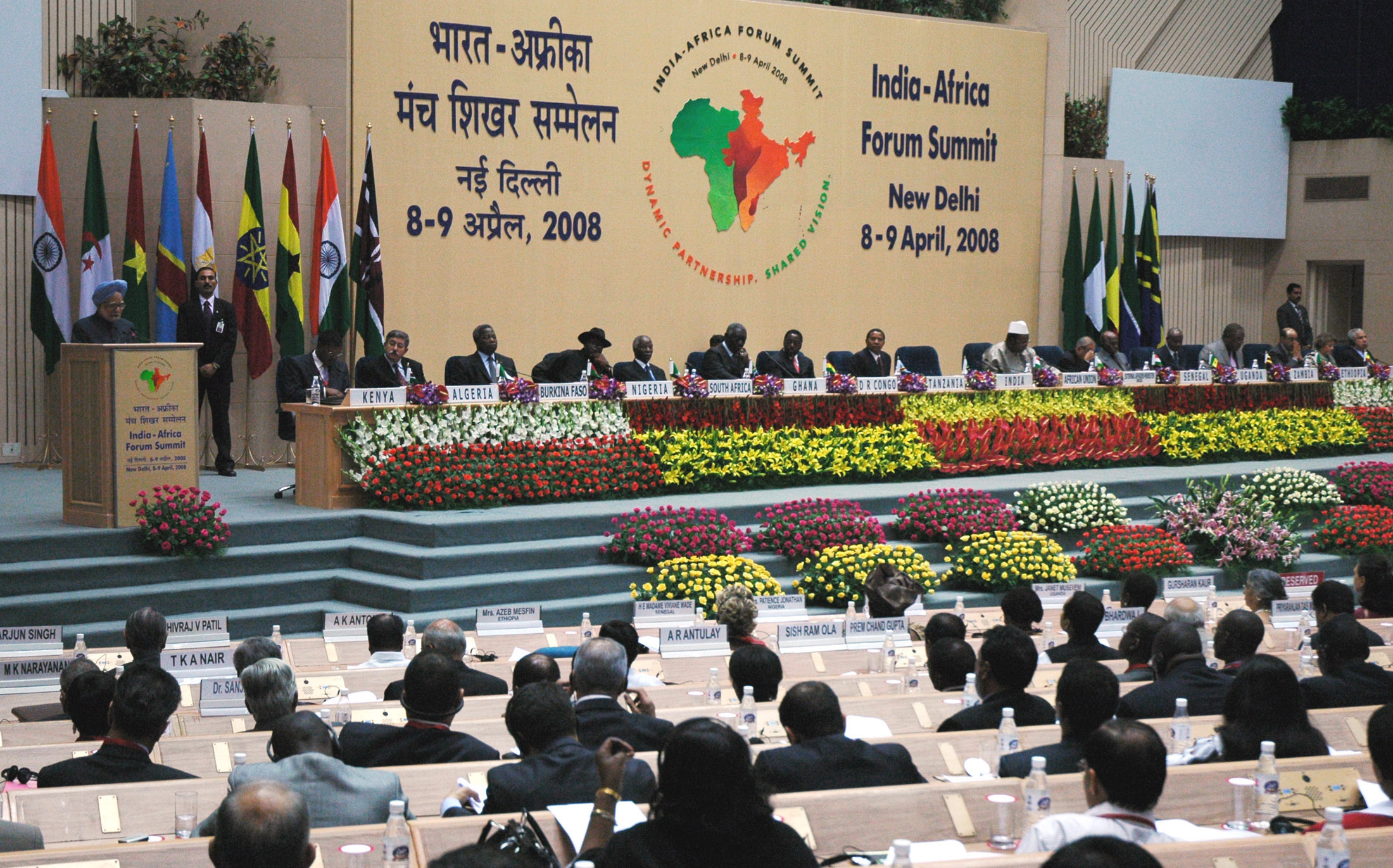
2008年在新德里举行的首届印度-非洲论坛峰会

印度-非洲论坛峰会（IAFS）是非洲—印度关系的官方平台，每三年举行一次。它于2008年4月4日至4月8日在印度新德里首次举行。2015年，第三届印非论坛峰会在新德里举行，51位非洲联盟国家元首出席了峰会。2023年，非洲联盟在印度总理纳伦德拉·莫迪的主持下加入了G20。

### 非洲—俄罗斯关系
2019年10月23日至24日，俄罗斯主办了首届非洲-俄罗斯国家元首峰会，54个非洲国家代表出席了峰会。第二届俄罗斯-非洲峰会原定于2022年10月在亚的斯亚贝巴举行，但后来改至2023年7月26日至29日在圣彼得堡举行。

### 非洲—韩国关系
韩国与非洲国家的第一次峰会于2024年6月在首尔举行。

### 非洲—土耳其关系
自2008年1月非洲联盟宣布土耳其为非洲大陆的战略伙伴以来，土耳其与非洲的关系获得了实质性的发展。自2008年以来，土耳其和非盟之间举行了各种重大会议。第一次峰会是2008年8月在伊斯坦布尔举行的土耳其-非洲合作峰会。
截至2020年，土耳其在非洲大陆的42个国家设有大使馆，在26个国家设有商务顾问。

### 非洲—美国关系

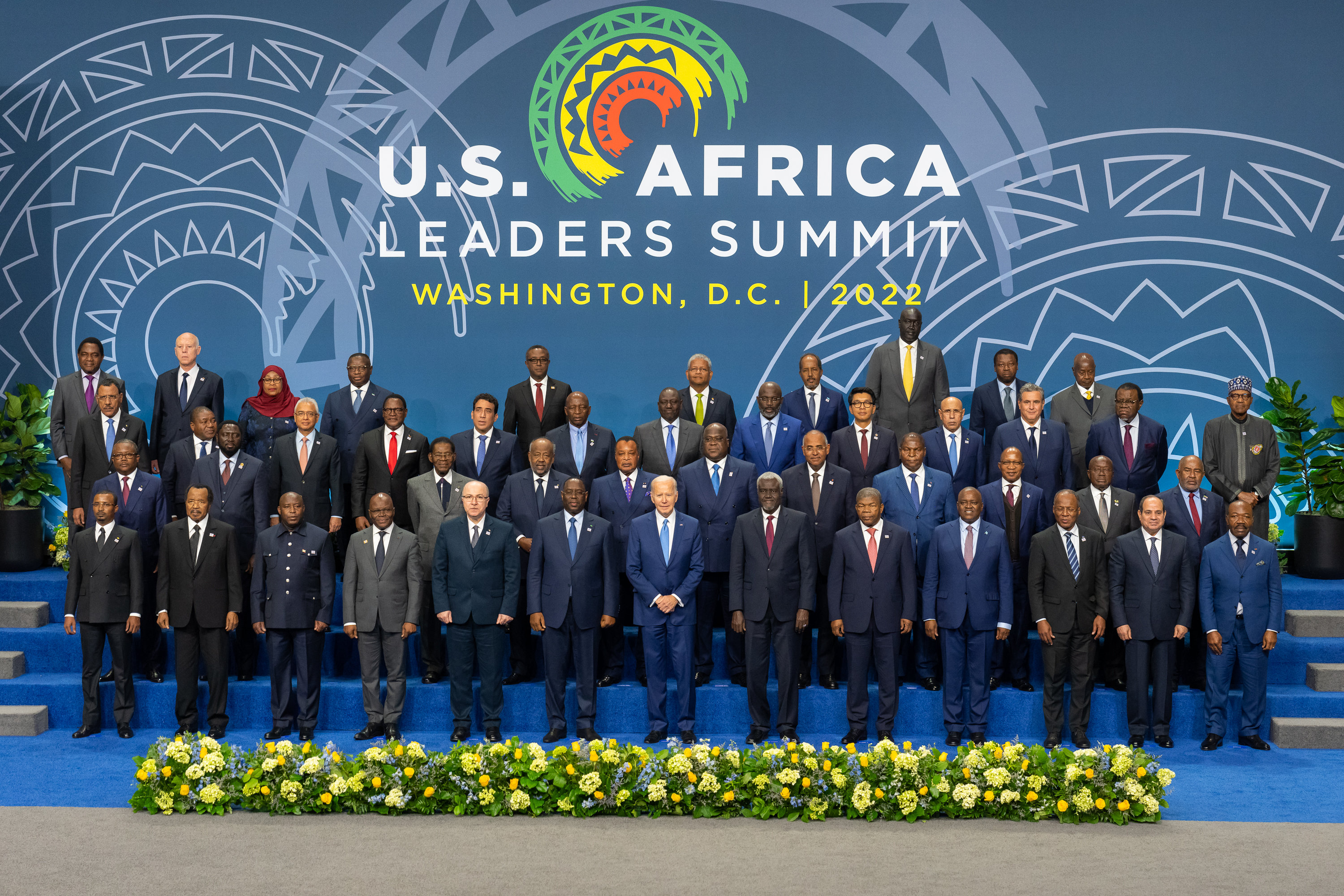
2022年12月15日，在华盛顿特区举行的美国-非洲领导人峰会

2017年，美国总统唐纳德·特朗普发布了一项行政命令，禁止来自七个涉嫌与恐怖主义有联系的国家公民进入美国。其中三个是非盟成员国。在埃塞俄比亚举行的第28届非洲联盟首脑会议上，非洲领导人批评了这项禁令。

### 非洲—巴勒斯坦关系
非洲联盟定期邀请巴勒斯坦国总统在亚的斯亚贝巴举行的年度首脑会议上致开幕词。根据《联盟议事规则》第10条，在会议开幕式上，巴勒斯坦国总统有权亲自致开幕词。2023年哈马斯袭击以色列后，非洲联盟委员会主席穆萨·法基对局势表示“极度关切”，并呼吁立即停止敌对行动；他表示，剥夺巴勒斯坦人的基本权利，特别是剥夺巴勒斯坦国的独立和主权是“以色列-巴勒斯坦持续紧张的主要原因”。

## 经济
非洲大陆自由贸易区（AfCFTA）由55个非盟国家中的54个国家创建，贸易从2021年1月1日开始。非洲进出口银行为支持这一倡议，创建了泛非支付和结算系统。
非盟未来的目标包括关税同盟、单一市场、中央银行和共同货币，从而建立经济和货币联盟。

## 文化

### 徽章
非洲联盟的徽章由一条金色丝带组成，上面有相互连接的红色小环，棕榈叶从这些小环上长出，环绕着一个外金色圆圈和一个内绿色圆圈，圆圈内是非洲的金色代表。红色环环象征着非洲的团结和为非洲解放而流下的鲜血；棕榈叶，为了和平；黄金，代表非洲的财富和光明的未来；绿色，代表非洲的希望和愿望。为了象征非洲的团结，非洲的轮廓没有内部边界。

非洲联盟徽章

2010年在亚的斯亚贝巴举行的非洲联盟国家元首和政府首脑会议第14届常会通过了新国旗。2007年1月29日和30日在亚的斯亚贝巴举行的第八届非洲联盟首脑会议期间，各国国家元首和政府首脑决定发起一场为联盟挑选新国旗的竞赛。他们为象征非洲希望的旗帜指定了绿色背景，并指定了代表会员国的星星。
根据这一决定，非洲联盟委员会（AUC）组织了一场为非洲联盟挑选新国旗的比赛。AUC共收到了19个非洲国家公民和2个散居海外者提出的106份申请。随后，非洲联盟委员会设立了一个专家小组，根据国家元首和政府首脑的主要指示，从五个非洲区域中选出专家，对这些提案进行审查。
在大会第十三届常会上，各国元首和政府首脑审查了小组的报告，并从所有提案中选出一项。这面旗帜现在是非洲联盟用具的一部分，取代了旧的旗帜。
旧非洲联盟旗帜上有一条宽阔的绿色横条、一条狭窄的金色带、一条宽阔白色带中央的非洲联盟徽章、另一条狭窄金色带和最后一条宽阔绿色带。绿色和金色再次象征着非洲的希望和愿望，以及它的财富和光明的未来，白色代表了非洲对世界各地朋友的纯洁渴望。这面旗帜创造了非洲的“国色”，金色和绿色（有时与白色一起）。这些颜色以某种方式出现在许多非洲国家的国旗上。绿色、金色和红色共同构成了泛非颜色。
非洲联盟通过了国歌《讓我們共同團結，一起慶祝》。

## 当前问题
非盟面临许多挑战，包括防治疟疾和艾滋病等卫生问题；政治问题，如对抗独裁政权和调停武装冲突；经济问题，如提高数百万贫困、未受过教育的非洲人的生活水平；生态问题，如应对饥荒、土地荒漠化和生态的可持续性发展；以及关于西撒哈拉的法律问题。

### 健康

#### 艾滋病在非洲
非盟一直积极应对非洲的艾滋病疫情。2001年，非盟成立了非洲艾滋病观察组织，以协调和动员全大陆的应对措施。撒哈拉以南非洲，特别是南部和东部非洲，是世界上受艾滋病影响最严重的地区，而该地区的人口仅占全世界的6.2%，但它也是世界半数以上艾滋病毒感染率的地区。虽然艾滋病毒流行率的测量在方法上具有挑战性，但南部非洲许多国家超过20%的性活跃人口可能被感染，南非、博茨瓦纳、肯尼亚、纳米比亚和津巴布韦的预期寿命预计平均将下降6.5年。艾滋病疫情对非洲大陆的经济产生了巨大影响，使整个非洲的经济增长率降低了2-4%。
2007年7月，非盟批准了两项抗击艾滋病疫情的新举措，包括推动招募、培训200万社区卫生工作者并将艾滋病纳入非洲大陆的医疗保健系统。
2012年1月，非洲联盟大会要求非洲联盟委员会制定“一份共同责任路线图，在传统和新兴合作伙伴的支持下，利用非洲的努力，为解决艾滋病依赖问题提供可行的卫生资金”。一旦制定，委员会提供了一组解决方案，将加强到2015年非洲艾滋病、结核病和疟疾应对的共同责任和全球团结。该路线图分为三大支柱：多元化融资、药品可及性和加强卫生治理。
第一个支柱是多样化融资，确保各国开始制定具有明确目标的针对具体国家的财务可持续性计划，并确定和最大限度地增加资金来源多样化的机会，以增加对艾滋病和其他疾病的国内资源分配。
第二个支柱是获得负担得起和有质量保证的药品，试图促进和便利对非洲领先的药品中心制造商的投资，加快和加强药品监管协调，并制定立法，帮助保护开发这些救命药物的研究人员的知识。
第三个支柱是加强领导力和治理，试图投资于支持人们和社区预防艾滋病毒的计划，并确保动员各级领导来实施路线图。有几个组织将确保路线图的顺利实施，包括非洲发展新伙伴关系、联合国艾滋病规划署、世界卫生组织和几个联合国伙伴。

#### 新冠肺炎大流行
根据非洲疾病控制和预防中心的数据，截至2021年2月，2019冠状病毒病非洲疫情已导致360万确诊病例和8.9万例相关死亡，只有25%的非洲国家有足够的疫苗接种计划。疫情也摧毁了包括非洲在内世界各地的经济。

### 腐败
在2020年3月12日发表的一篇报道中，非盟工作人员指控委员会主席穆萨·法基·穆罕默德犯有腐败和任人唯亲罪，以及经营一个“黑帮企业”而不受惩罚。这些指控包含在泄露给南非邮报和卫报的一份文件中。

### 军事
根据《非洲联盟组织法》第4（h）条的规定，非洲联盟有权代表其成员国“在严重情况下，即战争罪、种族灭绝罪和危害人类罪”展开军事干预。

#### 多哥
多哥总统纳辛贝·埃亚德马于2005年2月5日去世，非盟领导人称任命他的儿子福雷·纳辛贝为总统是一场军事政变。多哥宪法规定，如果总统去世，议会议长将接替总统。根据法律规定，议会议长必须在60天内举行全国选举，选出新总统。非盟的抗议迫使纳辛贝举行选举。在选举舞弊的严重指控下，他于2005年5月4日正式当选总统。

#### 毛里塔尼亚
2005年8月3日，毛里塔尼亚发生政变，导致非洲联盟暂停该国的所有组织活动。控制毛里塔尼亚的军事委员会承诺在两年内举行选举。选举于2007年初举行，这是该国首次举行被普遍认为达到可接受标准的选举。选举后，毛里塔尼亚恢复了非盟成员资格。然而，2008年8月6日，一场新的政变推翻了2007年当选的政府。非盟再次暂停毛里塔尼亚的成员资格。2009年，在军政府同意反对派组织选举后，暂停再次解除。

#### 马里

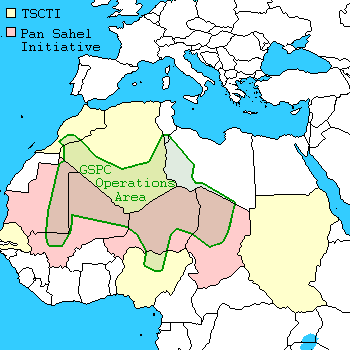
伊斯兰马格里布基地组织活动区

2012年3月，马里发生了一场军事政变，伊斯兰势力的联盟征服了北部，导致伊斯兰主义者上台。政变导致数百名马里士兵死亡，并失去了对部分地区的控制。在法国进行军事干预后，马里重新控制了该地区。为了重新安置地方当局，非盟帮助组建了看守政府，为其提供支持，并于2013年7月在马里举行了总统选举。
2013年，非洲联盟举行了一次首脑会议，决定非洲联盟将扩大其在马里的军事存在。非盟决定这样做是因为基地组织部队和马里军队之间的紧张局势加剧。有几个反叛组织正在争夺马里部分地区的控制权。这些反叛组织包括阿扎瓦德民族解放运动（MNLA）、阿扎瓦德国民解放阵线（FLNA）、甘达·科伊、甘达·伊佐、安萨尔丁和伊斯兰马格里布基地组织（AQIM）。非盟部队的任务是在马里执行反叛乱任务，并管理总统选举，以确保权力尽可能平稳过渡。

#### 2021年热点
2020年12月的一场有争议的选举导致中非共和国内战加剧，20万人流离失所。联合国维和人员，包括来自俄罗斯和卢旺达的士兵，将叛军赶出了班吉，但叛军控制着该国其他大部分地区。非盟没有向这些地区派遣维和人员，因为在如何处理局势方面缺乏一致意见：乍得和刚果共和国支持叛军，而卢旺达和安哥拉支持中非政府。
提格雷战争致使数百万人需要人道主义援助。据说厄立特里亚军队正在支持埃塞俄比亚政府，并且与苏丹发生了边境冲突。苏丹和埃塞俄比亚之间的关系因埃塞俄比亚复兴大坝项目而进一步复杂化，该项目也直接影响到埃及。

#### 政变

2020年以来非洲成功政变地图

政变带一词起源于20世纪20年代初开始的政变，包括2020年和2021年在马里、2021年在几内亚、乍得和苏丹、2022年1月和9月在布基纳法索发生的两次政变，以及2023年在尼日尔和加蓬发生的政变。2021年，尼日尔和苏丹、2022年几内亚比绍和冈比亚以及2023年苏丹和塞拉利昂也发生了未遂政变。2023年尼日尔政变后，这些国家在非洲东西海岸之间形成了一条连续的链条。

## 区域冲突与维持和平
非盟的目标之一是“促进非洲大陆的和平、安全与稳定”。其原则之一是“通过大会可能决定的适当手段和平解决联盟成员国之间的冲突”。负责执行这些目标和原则的主要机构是和平与安全理事会。除其他事项外，和平与安全委员会有权授权和平支援任务，在违宪的政府更迭情况下实施制裁，并“采取其认为适当的举措和行动”以应对潜在或实际的冲突。PSC本身就是一个决策机构，其决定对成员国具有约束力。
《和平与安全理事会组织法议定书》第4条重申的《组织法》第4（h）条也承认，在发生战争罪、种族灭绝罪和危害人类罪的情况下，联盟有权干预成员国。根据《组织法》第4条，任何干预成员国的决定都将由议会根据和平与安全理事会的建议作出。
自2004年首次召开会议以来，和平与安全理事会一直积极应对达尔富尔、科摩罗、索马里、刚果民主共和国、布隆迪、科特迪瓦和其他国家的危机。它通过了在索马里和达尔富尔建立非盟维和行动的决议，并对破坏和平与安全的人实施制裁（如对科摩罗叛乱领导人的旅行禁令和资产冻结）。安理会正在监督建立一支“待命部队”，作为非洲的永久维和部队。
非盟的创始条约还呼吁建立非洲和平与安全架构（APSA），包括在紧急情况下部署的非洲待命部队（ASF）。这意味着，在种族灭绝或其他严重侵犯人权的情况下，只要得到非盟大会的批准，即使违背有关国家政府的意愿，也可以启动非洲猪瘟特派团。在过去的非盟维和任务中，这一概念尚未得到应用，必须从成员国调动部队。非盟计划最早在2015年之前将这一概念付诸实践。

### 苏丹达尔富尔

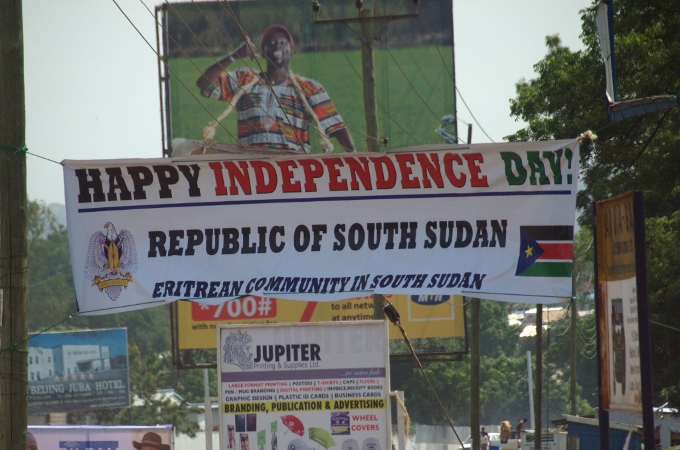
南苏丹独立公投

为解决苏丹达尔富尔冲突，非盟向达尔富尔部署了7000名维和人员，大多数人来自卢旺达和尼日利亚。2005年在亚的斯亚贝巴举行的一次捐助者会议帮助筹集了资金，以维持维和人员直至2006年，而2006年7月，非盟表示将在9月底任务到期时撤出。批评者表示，由于缺乏资金、人员和专业知识，这些部队在很大程度上是无效的。对大片地区的监测使维持有效的任务变得更加困难。2006年6月，美国国会为非盟部队拨款1.73亿美元。一些组织，如种族灭绝干预网络，呼吁联合国或北约进行干预，以增加或取代非盟维和人员。联合国已考虑部署一支部队，但至少要到2007年10月才可能进入苏丹。资金不足、装备不良的非盟特派团原定于2006年12月31日到期，但延长至2007年6月30日，并于2007年10月份与联合国非洲联盟驻达尔富尔特派团合并。2009年7月，非洲联盟停止了与国际刑事法院的合作，拒绝承认其对苏丹领导人奥马尔·巴希尔发出的国际逮捕令，奥马尔·巴希尔于2008年涉嫌战争罪被起诉。

### 索马里

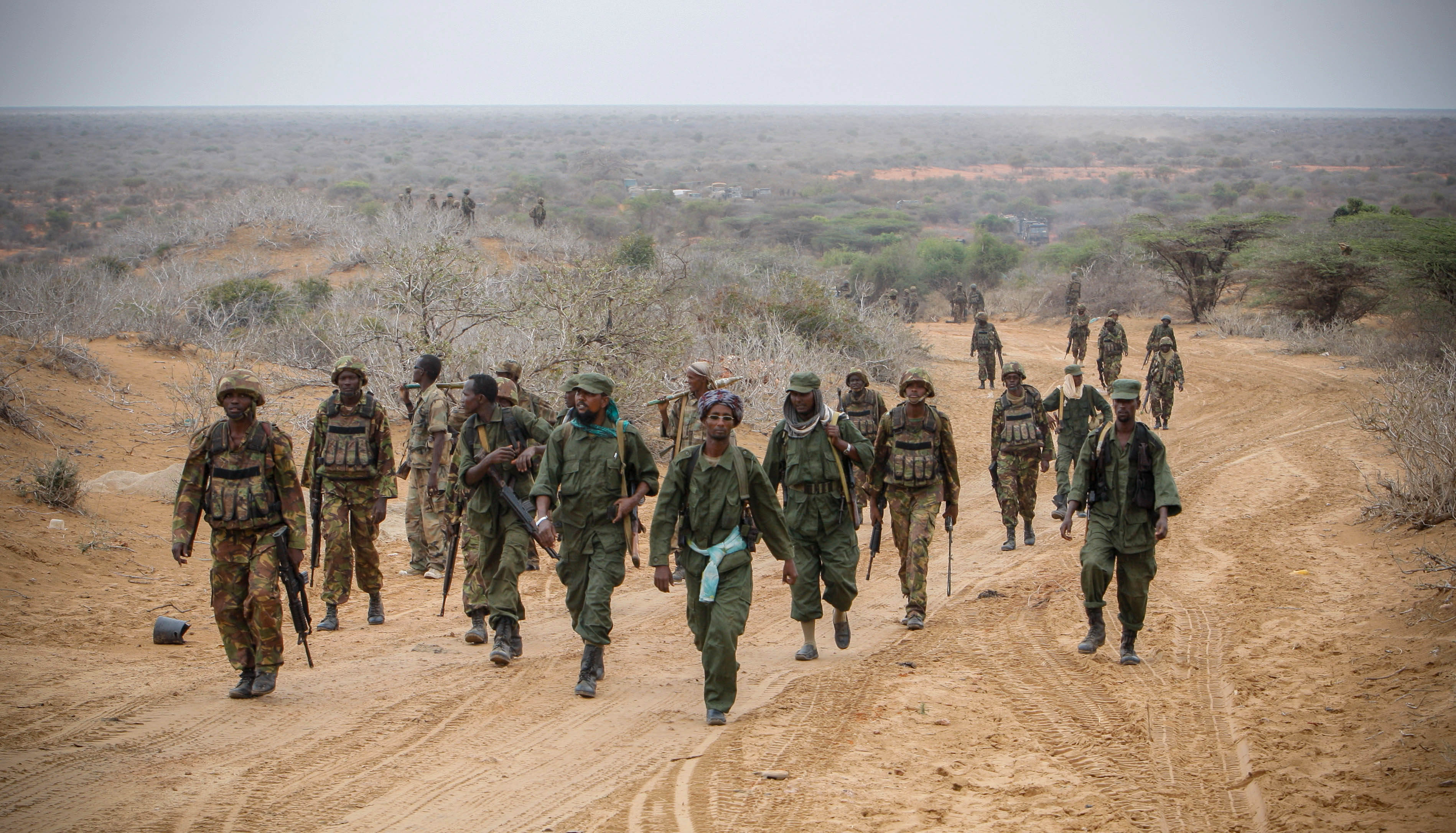
2012年，肯尼亚士兵和索马里基斯马尤附近与索马里政府结盟的民兵组织拉斯坎博尼旅的战士

20世纪90年代初自2000年，索马里没有一个正常运作的中央政府。经过多年的和平谈判，2006年签署了一项旨在结束内战的和平协议。然而，新政府立即受到进一步暴力威胁。2007年2月，非洲联盟和欧洲联盟共同建立了非洲联盟驻索马里特派团。非索特派团的目的是建立一个基金会，为索马里一些最弱势群体提供援助，维护该地区的和平。他们的任务从保护联邦机构到促进人道主义救援行动。非盟与索马里青年党的伊斯兰组织敌对。为了暂时支持索马里政府，从2007年3月开始，非盟士兵开始抵达摩加迪沙，非盟计划组建一支8000人的维和部队。厄立特里亚于2009年11月20日召回了驻非洲联盟的大使，此前非洲联盟呼吁联合国安理会对厄立特里亚实施制裁，因为他们被指控支持索马里青年党试图推翻索马里过渡联邦政府，这是国际公认的索马里政府，在非洲联盟中拥有索马里的席位。2009年12月22日，联合国安全理事会通过了联合国安理会第1907号决议，对厄立特里亚实施武器禁运，禁止厄立特里亚领导人出境，冻结厄立特里亚官员的资产。厄立特里亚强烈批评该决议。2011年1月，厄立特里亚在亚的斯亚贝巴重新设立了驻非盟特派团。
2011年秋，非索特派团部队与肯尼亚和埃塞俄比亚部队一起对青年党发动了一系列进攻。在这些袭击中，非索特派团部队得以夺回包括索马里首都摩加迪沙在内的关键城市。即使该地区在和平方面取得了很大进展，但非洲联盟部队仍然经常遭到袭击。尽管非索特派团取得了实际性效果，但资金严重不足，许多部队缺乏资源，人道主义救济和军队经费被大幅削减。

### 科摩罗
2008年，非盟和科摩罗军队成功入侵昂儒昂岛，以阻止自称总统的穆罕默德·巴卡尔，巴卡尔2007年的连任被宣布为非法。在入侵之前，法国帮助运输坦桑尼亚军队，但当一架法国警用直升机涉嫌试图将巴卡尔入境法国流亡时，法国的立场受到质疑。先头部队于3月25日在昂儒昂湾登陆，并很快占领了机场，最终目的是找到巴卡尔并将其免职。同一天，机场、首都和第二城市被占领，总统府被遗弃。巴卡尔逃离并在法国寻求庇护。科摩罗政府要求他返回，他的主要支持者在3月底被捕。巴卡尔的庇护申请于5月15日被拒绝，因为法国同意配合科摩罗政府。在6月29日的选举中，穆萨·托伊布赢得了总统职位。

### 查戈斯群岛争端
印度洋查戈斯群岛的主权归属在英国和毛里求斯之间存在争议。2019年2月，国际刑事法院发表意见，称英国必须将查戈斯群岛主权移交给毛里求斯。2019年5月22日，联合国大会辩论并通过了一项决议，申明查戈斯群岛“是毛里求斯领土不可分割的一部分”。非洲联盟敦促英国遵守联合国要求其从查戈斯群岛撤军的决议，但英国不承认毛里求斯对查戈斯群岛的主权。

## 外部連結
- 非洲联盟官方网站  （页面存档备份，存于）（英文）（法文）（阿拉伯文）
- 非洲联盟的Facebook專頁
- 非洲联盟的X（前Twitter）
- 非洲联盟在Flickr上的页面
- YouTube上的非洲联盟頻道